# Vuktil önkormányzati járás

A Vuktil önkormányzati járás Komiföldön

A Vuktil önkormányzati járás (oroszul Район Вуктыл, komi nyelven Вуктыл) Oroszország egyik járása Komiföldön. Székhelye Vuktil.

## Népesség
- 2002-ben lakosságának 67,7%-a orosz, 11,9%-a komi, 10,3%-a ukrán, 2%-a tatár, 1,8%-a fehérorosz.